# Ниси-Фунабаси (станция)
Станция Ниси-Фунабаси (яп. 西船橋駅 ниси-фунабаси эки) — железнодорожная станция, расположенная в городе Фунабаси префектуры Тиба. Станция обозначена номером T-23 на линии Тодзай. На станции установлены автоматические платформенные ворота.

## Линии
- East Japan Railway Company
  - Линия Собу (Линия Тюо-Собу)
  - Линия Мусасино
  - Линия Кэйё
- Tokyo Metro
  - Линия Тодзай
- Tōyō Rapid Railway
  - Скорая линия Тоё

## История
- Станция была открыта 10 ноября 1958 года на линии Собу, 15 декабря 1968 года было построено новое здание станции.
- Станция линии Тодзай была открыта 29 марта 1969 года, тогда же было открыто сквозное сообщение между линиями. 8 апреля того же года через станцию начали проходить грузовые составы.
- 2 октября 1978 года открылись дополнительные две платформы линии Мусасино. 3 марта 1986 года были открыты платформы линии Кэйё, а 1 ноября того же года прекращено движение грузовых составов через станцию.
- 1 декабря 1988 года открыто сквозное сообщение между линиями Кэйё и Мусасино.
- 27 апреля 1996 года начала функционировать Скорая линия Тоё.

## Планировка станции
6 платформ островного типа (12 посадочных) и 11 путей.
| East Japan Railway Company | 1・2   | ■Линия Тюо-Собу   | Фунабаси・Тиба                                  |                                                                                 |
| East Japan Railway Company | 3・4   | ■Линия Тюо-Собу   | Кинситё・Акихабара・Синдзюку・Митака            | с 3-й платформы составы, начинающие движение на данной станции                  |
| Tokyo Metro                | 5      | ■Скорая линия Тоё | Кита-Нарасино・Тоё-Кацутадай                    |                                                                                 |
| Tokyo Metro                | 5      | ■Линия Собу       | Фунабаси・Цуданума                              | В будние дни по утрам и вечерам                                                 |
| Tokyo Metro                | 6      | Линия Тодзай      | Нихомбаси・Отэмати・Накано・Митака              | составы, начинающие движение на данной станции                                  |
| Tokyo Metro                | 6      | ■Скорая линия Тоё | Кита-Нарасино・Тоё-Кацутадай                    | В будние дни по утрам и вечерам                                                 |
| Tokyo Metro                | 6      | ■Линия Собу       | Фунабаси・Цуданума                              | В будние дни по утрам                                                           |
| Tokyo Metro                | 7      | Линия Тодзай      | Нихомбаси・Отэмати・Накано・Митака              |                                                                                 |
| Tokyo Metro                | 8      | Линия Тодзай      | Нихомбаси・Отэмати・Накано・Митака              | составы с линии Тоё и линии Собу                                                |
| Tokyo Metro                | 8      | ■Скорая линия Тоё | Кита-Нарасино・Тоё-Кацутадай                    |                                                                                 |
| East Japan Railway Company | 9 - 12 | ■Линия Мусасино   | Син-Мацудо・Минами-Урава・Футюхоммати           | 9・10 пути линия Мусасино、11 путь составы до Токио、12 путь до Кайхин-Макухари |
| East Japan Railway Company | 9 - 12 | ■Линия Кэйё       | Майхама・Токио・Минами-Фунабаси・Кайхиммакухари | 9・10 пути линия Мусасино、11 путь составы до Токио、12 путь до Кайхин-Макухари |

## Близлежащие станции
| «                               |                                 | Линия                      |                                                   | »                                                         |
| East Japan Railway Company      | East Japan Railway Company      | East Japan Railway Company | East Japan Railway Company                        | East Japan Railway Company                                |
| Линия Тюо-Собу                  | Линия Тюо-Собу                  | Линия Тюо-Собу             | Линия Тюо-Собу                                    | Линия Тюо-Собу                                            |
| ------------------------------- | ------------------------------- | -------------------------- | ------------------------------------------------- | --------------------------------------------------------- |
| Симоса-Накаяма                  |                                 | Local                      |                                                   | Фунабаси                                                  |
| Линия Мусасино                  |                                 |                            |                                                   |                                                           |
| Линия Кэйё                      |                                 |                            |                                                   |                                                           |
| Фунабаси-Хотэн (Линия Мусасино) |                                 | Local                      |                                                   | Итикава-Сиохама (Линия Кэйё) Минами-Фунабаси (Линия Кэйё) |
| Фунабаси-Хотэн (Линия Мусасино) | Фунабаси-Хотэн (Линия Мусасино) | Local "Shimosa"            | Минами-Фунабаси (Линия Кэйё)                      | Минами-Фунабаси (Линия Кэйё)                              |
| Tokyo Metro/Tōyō Rapid Railway  |                                 |                            |                                                   |                                                           |
| Линия Тодзай                    |                                 |                            |                                                   |                                                           |
| Скорая линия Тоё                |                                 |                            |                                                   |                                                           |
| Бараки-Накаяма                  | Бараки-Накаяма                  | Local                      | Фунабаси (Линия Собу) Хигаси-Кайдзин (Toyo Rapid) | Фунабаси (Линия Собу) Хигаси-Кайдзин (Toyo Rapid)         |
| Ураясу                          | Ураясу                          | Commuter Rapid             | Фунабаси (Линия Собу) Хигаси-Кайдзин (Toyo Rapid) | Фунабаси (Линия Собу) Хигаси-Кайдзин (Toyo Rapid)         |
| Ураясу                          | Ураясу                          | Rapid                      | Фунабаси (Линия Собу) Хигаси-Кайдзин (Toyo Rapid) | Фунабаси (Линия Собу) Хигаси-Кайдзин (Toyo Rapid)         |